# Руско-персијски рат (1651–53)
Руско-Персијски рат 1651-53. био је оружани сукоб на Северном Кавказу, повезан са Сафавидским плановима да оснаже своје позиције у региону и истисну русију из њега. Сафавидске снаге и њихови савезници валија (заповедник) дагестана, Кан Дербента, извршили су неколико похода на земље под контролом Русије. Године 1653 Алексеј I Михајлович и његова влада размишљали су да упуте Руску Запорошку армију, али нису желели да распрше своју војску на новои фронту јер су с спремали за још један сукоб, због тога послат је изасланик у персију, да мирним путем реши овај сукоб. Шах Абас II слошио се са тим, при том наводећи да је сукоб био покренут без његовог знања.

## Други ратови
Положај је у том тренутку био компликован за обе стране. Снаге Могулског царства напале су источне стране персије и опселер Кандахар. Персија није могла да издржи борбу на оба фронта. Мир је био неопходан, обема странама, и Персијској и Руској, која се припремала за рат са пољском.(Руско-пољски рат 1654-167).

## Споразум
Августа 1653. Године Кнез Иван Лобанов Ростовски и обласни заповедник Иван Коломин отпутовали су из свог центра у Астрахану до Персије(Ирана). У априлу 1654 год. Амбасадори су се срели са шахом у Ирану. Као резултат руско-сафавидских преговора и компромиса конфликт је обустављен. У октобру 1654. велико посланство вратило се кући.

## Последице
Пад Сунженске тврђаве допринео је јачању персијских позиција. Шах је појачао притисак на горштаке који су насељавали локална планинска подручја, а 1658, објавио је изградњу два утврђења на територији кумика туркијског племена на на северу дагестана. Ово је изазвало жестоку реакцију планинских народа и њихову побуну против сафавидске персије.

## Види
- Руско-персијски ратови
- Руско-турски ратови
- Алексеј I Михајлович